# Eogan mac Durthacht
Eogan mac Durthacht ['eoɣan mak 'durθaxt] ist der Name einer Sagengestalt aus dem Ulster-Zyklus der keltischen Mythologie Irlands.

## Mythologie
In der Erzählung Longas mac nUislenn („Das Exil der Söhne Uislius“) ist Eogan mac Durthacht König von Fernmag (Farney im County Monaghan) und erst ein Feind, später aber ein Vasall des Königs Conchobar mac Nessa von Ulster. Als, verlockt durch Versprechungen Conchobars, die Flüchtlinge Deirdre, Naoise und dessen Brüder Ardán und Ainnle nach Ulster zurückkehren, bekommt Eogan den Auftrag, in der Nähe des Königssitzes Emain Macha einen Hinterhalt zu legen. Da er den gemeinsam unbezwingbaren Brüdern im offenen Kampf nicht gewachsen ist, überfällt er sie hinterrücks mit seinen Leuten und durchbohrt Naoise mit dem Speer. In einem blutigen Gemetzel werden viele Krieger, darunter auch die beiden anderen Brüder, getötet, Deirdre wird gefangen genommen und Conchobar ausgeliefert. Da sie sich jedoch standhaft weigert, ihn zu heiraten und ihn und Eogan die beiden Männer nennt, die sie am meisten hasst, befiehlt Conchobar aus Rache, sie dem Mörder ihres Geliebten zu überlassen: „So sollst du ein Jahr lang bei Eogan leben!“ Auf der Fahrt mit dem Streitwagen begeht Deirdre jedoch Selbstmord, so dass Eogan leer ausgeht.